# 人口控制
人口控制指的是控制人口数量，以达到減輕資源負擔及提高生活水平等目的。一般来说合理做法被认为是讓總和生育率接近二。在非發達國家通常是指减少人口增长，一般是通过减少出生率来实现。通常情况下，人口控制是自愿的，大多由于贫困或宗教，但有时是通过政府强制执行。人口控制一般是为了提高生活质量或是防治马尔萨斯灾难，也可以避免因為目前的高生育率、而造成未來的過低生育率。一般是以优生学，种族主义實踐。
在中國很早就體認到人口的壓力。如清康熙比馬爾薩斯還要早提出此觀念，「戶口雖增，而土田並無所增。分一人之產，供數家之用，共謀生焉能給足？」；清末薛福成曾经宣扬中国存在人口绝对过剩的论调，“昔居一人之庐舍，而今居二十人”。民國十一年山額夫人（Mrs. Margaret Sanger）應中國北京大學之請，講〈產兒限制(Birth Control) 的什麼與怎樣〉，由胡適之翻譯。1957年6月，在第一届全国人民代表大会第四次会议上，马寅初提出了他的《新人口理论》。根据对50年代早期的人口发展趋势的统计，他判断高速人口增长不利于将来中国的发展。因此，他建议政府控制生育率。

## 批評
土耳其總統埃爾多安在2014年批評在土耳其推行節育是叛國行為。他曾經呼籲婦女應該至少生育三個孩子，如果生育四至五個更好。
圣经中上帝鼓励人们生养众多，遍满全地。基督信仰认为儿女众多是神的赐福。天主教一般都不鼓励推行人口控制。宣讲归正神学的唐崇荣牧师也批判人口控制的做法。
另外，資本家以及經濟學家均普遍反對人口控制，因為此舉會導致勞動力萎縮，削弱競爭力，而且亦會造成人口老化，使到年轻人无法养活太多的老年人。